# Adolph Friedrich Vollmer

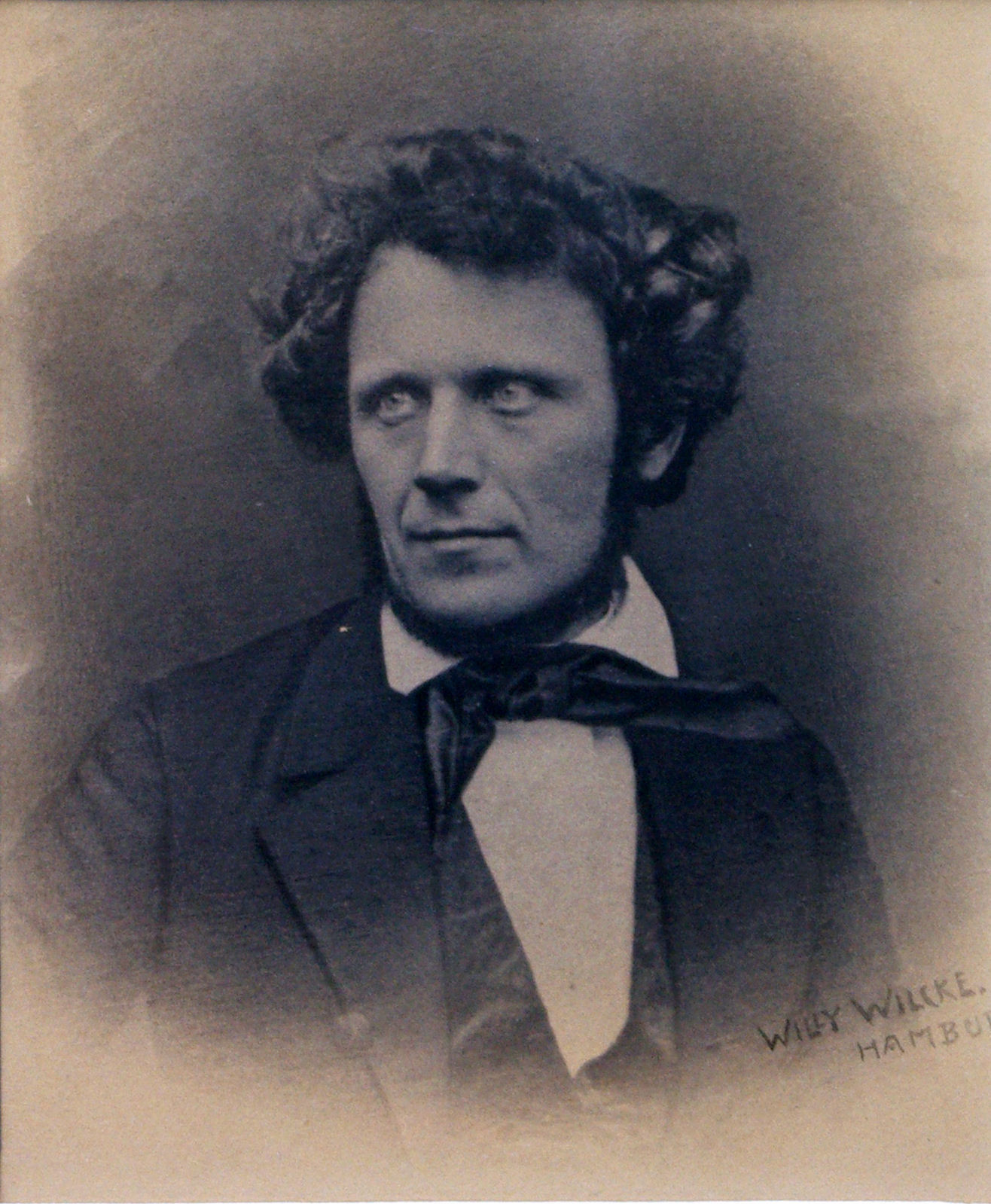
Adolph Friedrich Vollmer ca. 1845

Adolph Friedrich Vollmer  (* 17. Dezember 1806 in Hamburg; † 12. Februar 1875 ebenda) war ein deutscher Landschafts- und Marinemaler und Grafiker der Hamburger Schule. Er gehört mit Christian Morgenstern zu den Bahnbrechern des frühen malerischen Realismus in Hamburg.

## Leben

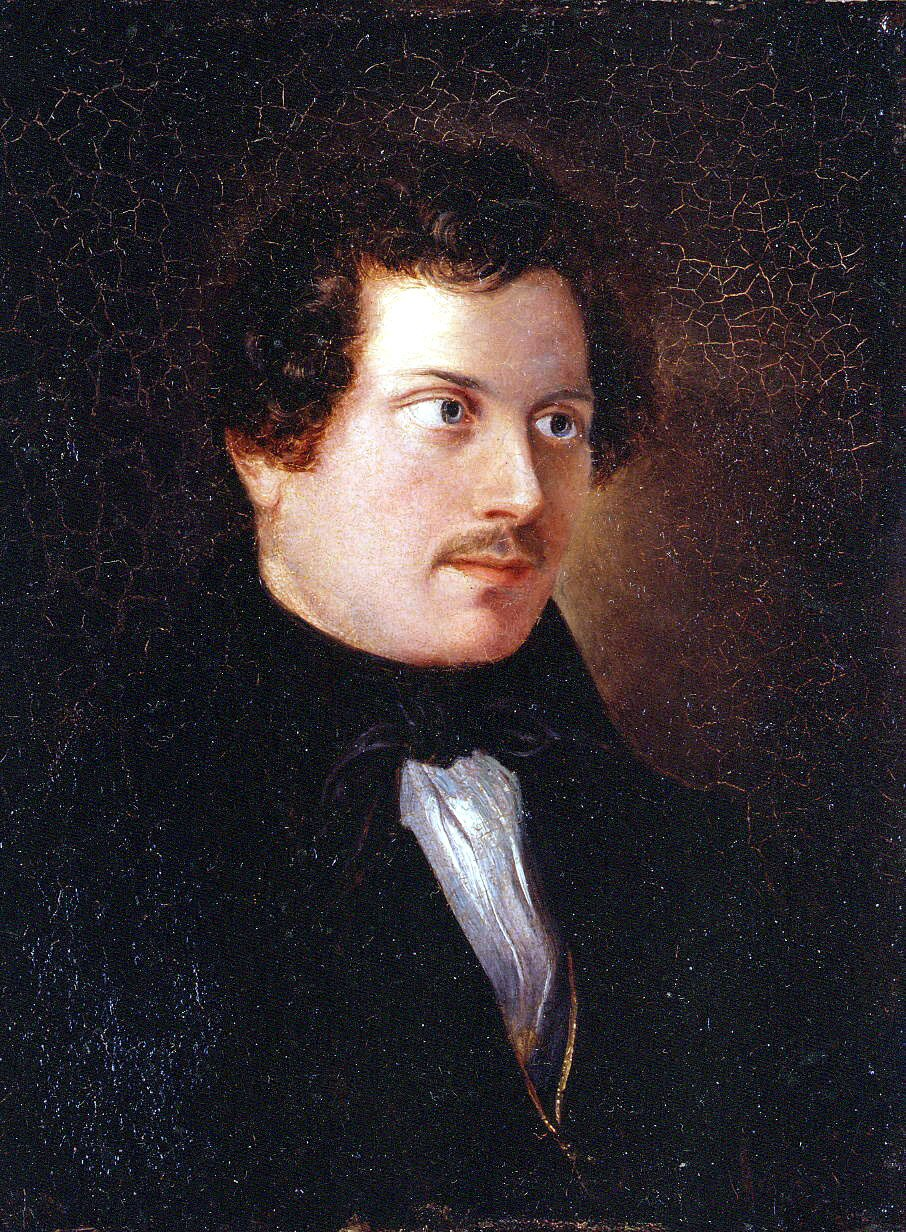
Adolph Friedrich Vollmer: Frühes Selbstporträt

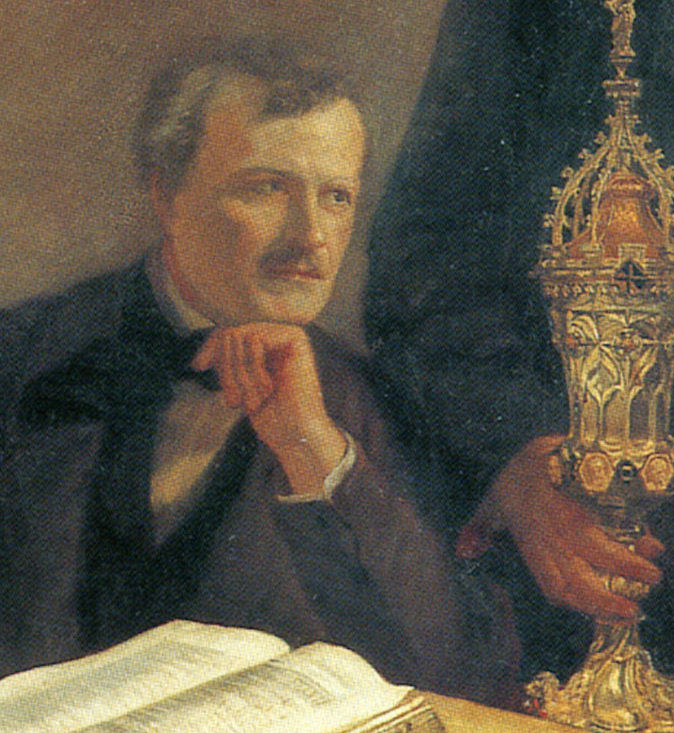
Porträt Adolph Friedrich Vollmer, 1859. Detail des Bildes: Mitglieder des Hamburger Künstlervereins von Günther und Martin Gensler

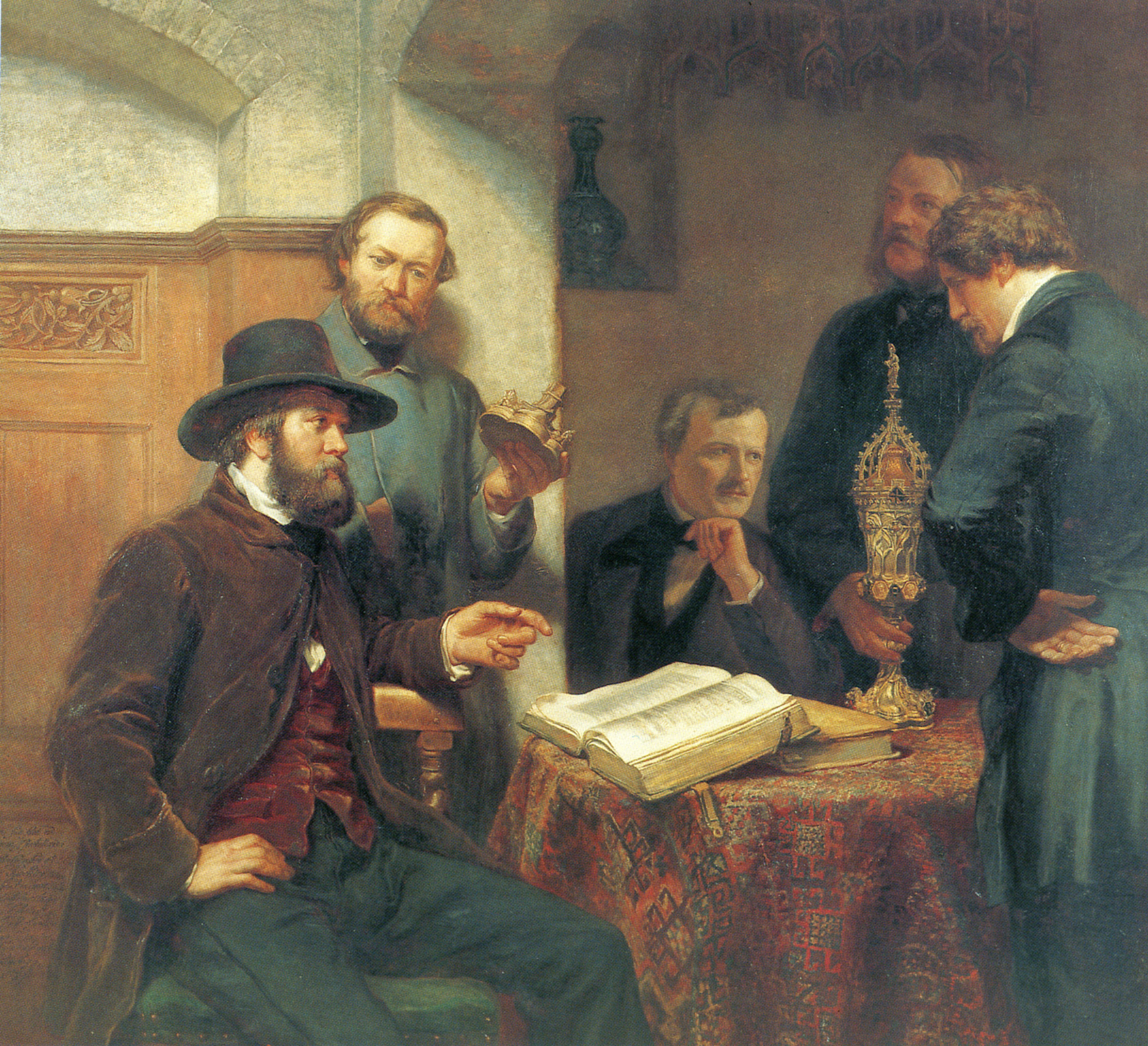
Günther u. Martin Gensler: Mitglieder des Hamburger Künstlervereins, 1859. (v.l.): Günther Gensler, Otto Speckter, Adolph Friedrich Vollmer, Martin Gensler, Rudolf Hardorff

Adolph Friedrich Vollmer wuchs als Sohn eines Hamburger Handlungsbuchhalters, Johann Peter Vollmer (1779–1849), in einfachsten Verhältnissen auf. So war sein Vater und er unter den Zehntausenden, die im Winter 1813, in der sogenannten „Franzosenzeit“ Hamburg verlassen mussten.
Gegen den Widerstand des Vaters trat er eine Lehre in der Grafikwerkstatt der Gebrüder Suhr an und zog anderthalb Jahre mit Cornelius Suhr durch Deutschland, während welcher Zeit er nicht viel anderes als der Bediente Suhrs war. Danach wurde er Schüler von Friedrich Rosenberg in Altona (1758–1833), ohne dass dieser großen Einfluss auf ihn ausgeübt hätte. Wohl auf Rat des Freiherrn von Rumohr, Mäzen und Förderer vieler der jungen Hamburger Künstler, den er 1826 durch den Kunsthändler Georg Ernst Harzen (1790–1863) kennenlernte, vollendete Vollmer seine Ausbildung an der Akademie in Kopenhagen unter Eckersberg (1831–1832). Nach seiner Rückkehr im Jahre 1832 gründete er zusammen mit 13 Hamburger Künstlern den Hamburger Künstlerverein. Wohl wiederum auf Rumohrs Rat ging Vollmer wie schon vor ihm Morgenstern 1833 nach München, scheint aber „eine gewisse Distanz“ zu Morgenstern und Rottmann gehalten zu haben.
Von München aus unternahm er Studienreisen nach Konstanz, Tirol, Salzburg, Venedig, Le Havre und in die Niederlande.
Seit 1839 wieder in Hamburg ansässig, heiratete Vollmer die Hamburgerin Auguste Amale Behrmann (1815–1855), Enkelin von Pastor Rudolph Gerhard Behrmann, Archidiaconus zu St. Petri. Er hatte fünf Kinder aus dieser Ehe, unter ihnen den späteren Architekten Johannes Vollmer, und drei weitere Kinder aus zweiter Ehe mit Julie Natalie de la Camp. Eine Tochter aus dieser zweiten Ehe heiratete 1891 den bekannten Gynäkologen Johann Friedrich Ahlfeld. Zwei seiner Enkel, Söhne des Johannes Vollmer, sind der Kunsthistoriker und Enzyklopädist Hans Vollmer und der Maler und Plastiker Erwin Vollmer.
Vollmer erblindete 1866; er verstarb 1875 in der Nervenheilanstalt Hamburg-Friedrichsberg.

## Werk

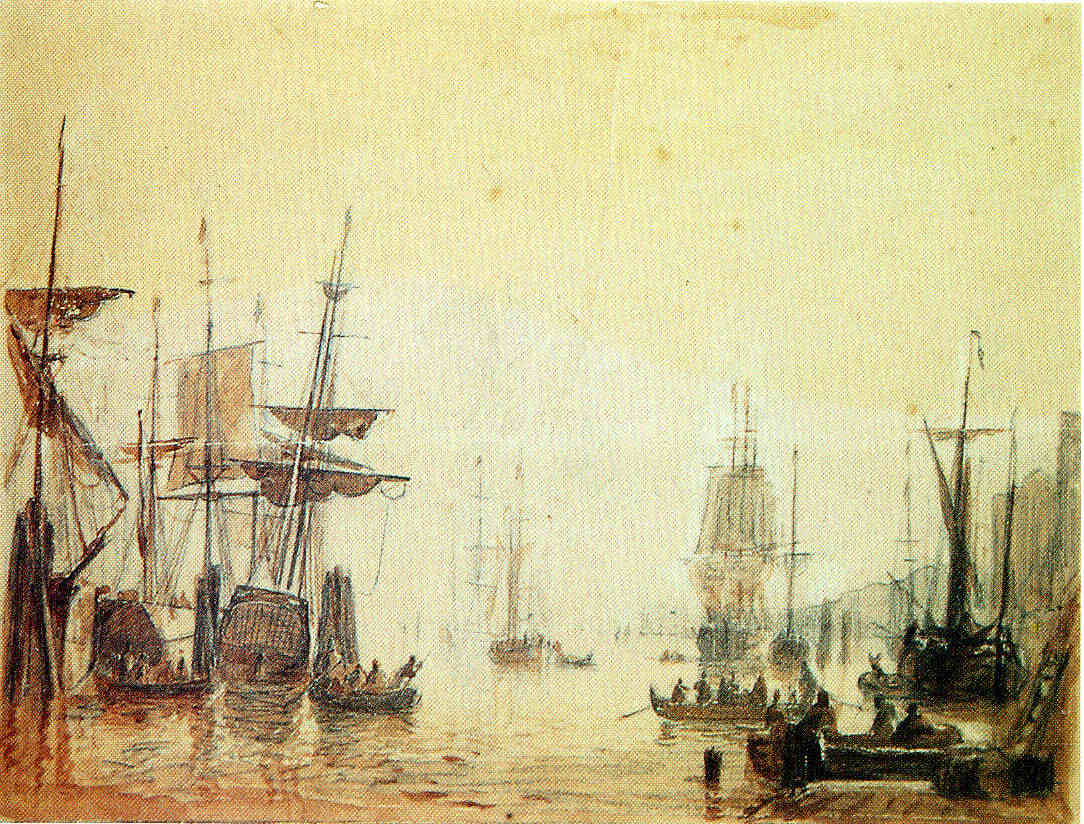
Hamburger Hafen, 1840
(Bleistift, Sepia getönt 21 × 26 cm)

In seinen Landschaften und Ansichten des Hamburger Hafens bricht Vollmer mit der Vedutenmalerei der Gebrüder Suhr; auch haben seine Landschaften nichts von der transzendentalen Romantik des 30 Jahre älteren Caspar David Friedrich noch beziehen sie gesellschaftliche Positionen, wie es später der jüngere Menzel machen wird. Sein Werk steht eher in der Tradition der großen holländischen Landschaftsmaler des 17. Jahrhunderts, eines Salomon van Ruysdael zum Beispiel. Dammann schrieb 1910: „Die angestrebte und erreichte Wirkung ist nicht Raum schlechthin, sondern Beherrschung und Gestaltung des Raumes in jeder Tiefe.“ Vollmer hielt sich vornehmlich an das kleine Format. Hier gelang es ihm mit sehr feiner Strichführung Weite und Tiefe zu schaffen. Nach zeitgenössischem Urteil des Kunsthistorikers Georg Kaspar Nagler zählt Adolph Friedrich Vollmer zu den größten Seemalern seiner Zeit und Gerhard Kaufmann schrieb 120 Jahre später: „Unter den wenigen deutschen Marinemalern kommt ihm in seinen lebhaften, lichterfüllten Schilderungen des Hamburger Hafens und der Elbe ein hoher Rang zu.“
Wie auch in den Werken der anderen Hamburger Künstler seiner Generation (Jacob Gensler, Gurlitt, Morgenstern, …) besteht eine Diskrepanz zwischen den kleinen, nüchternen Naturstudien – beispielsweise die Holsteinische Landschaft von 1827 – und den idealisierenden Kompositionen, wie sie die Käufer schätzten. Bereits Lichtwark (1893) schätzt Morgensterns und Vollmers Zeichnungen und Ölstudien nach dem unmittelbaren Studium der hamburger Landschaft in den Jahren 1826 bis 1829 als einzigartig für jene Zeit; nach Verlassen Hamburgs hätte Vollmer sich zersplittert und nach Rückkehr diese „schlichte, direkte Auffassung der Natur“ nicht wieder erreicht. Nach Leppien waren „die Freilichtstudien ihre eigentliche künstlerische Leistung, sind ihr Beitrag zur europäischen Landschaftsmalerei des 19. Jahrhunderts geworden“.
Ähnlich urteilt auch Kegel (2001): Die lebendigen kleinformatigen Naturstudien werden vor allem im späteren Werk Vollmers „geschönt“, erstarren und nähern sich den vom Publikum geschätzten Genrebildern.
Arbeiten von Adolph Friedrich Vollmer befinden sich unter anderem in der Hamburger Kunsthalle, im Museum für Hamburgische Geschichte, im Altonaer Museum, in der Eremitage in Sankt Petersburg, dem Staatlichen Kunstmuseum Kopenhagen und dem British Museum London. Das Philadelphia Museum of Art hält einen kompletten Satz seiner Radierungen inklusive vieler Probeabdrucke.

Galerie
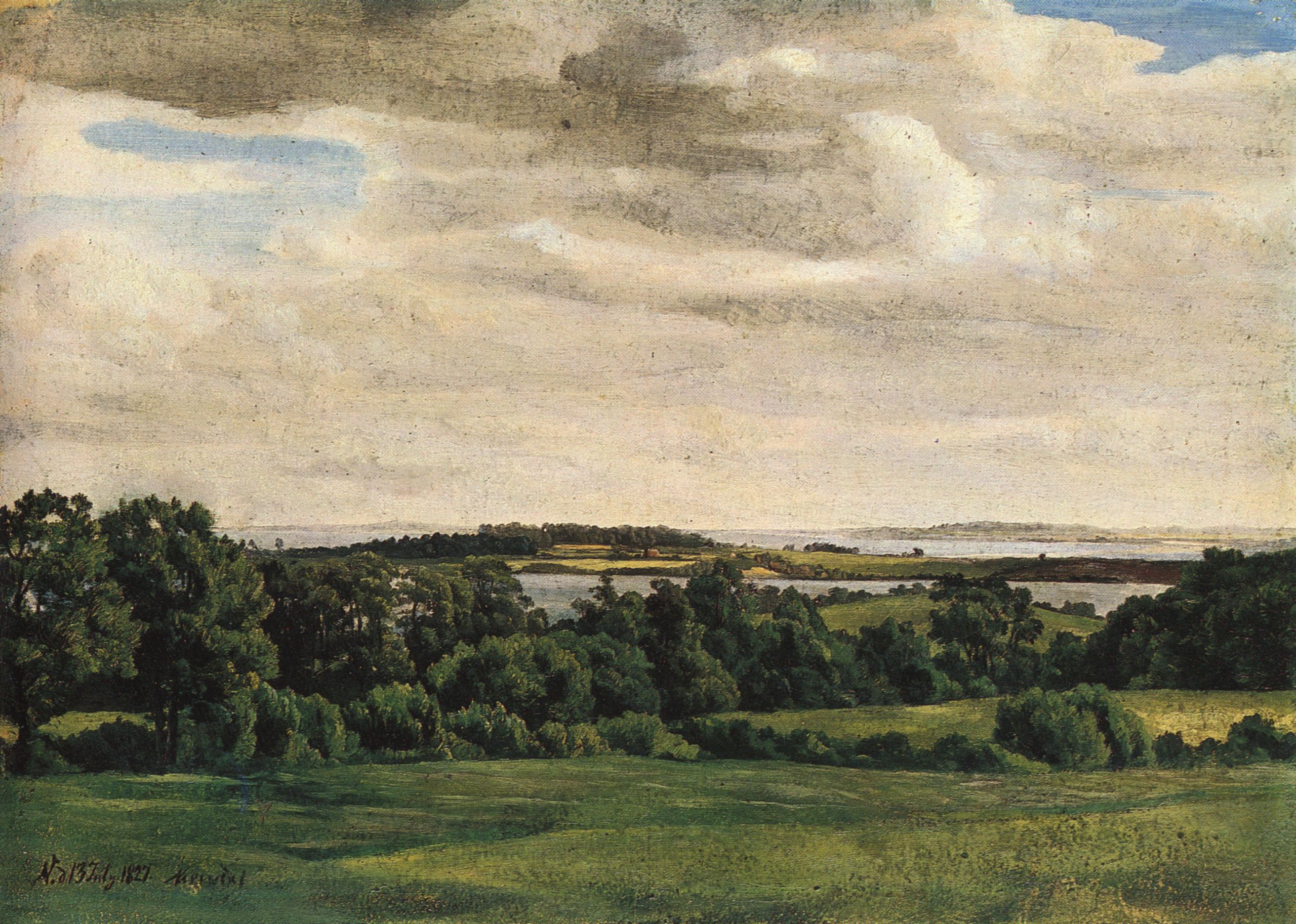
Holsteinische Landschaft, 1827
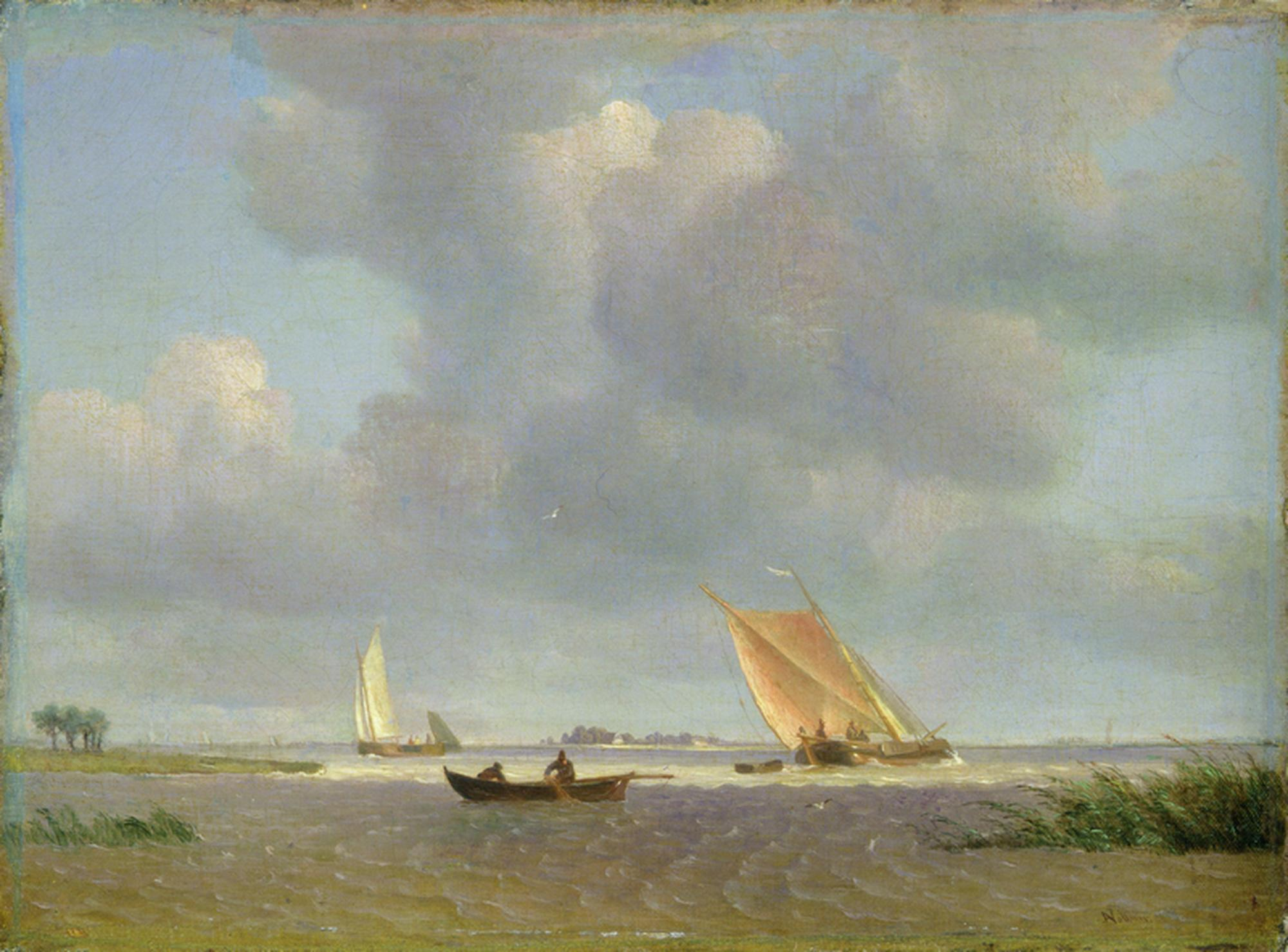
Frische Brise auf der Elbe bei Blankenese, um 1830
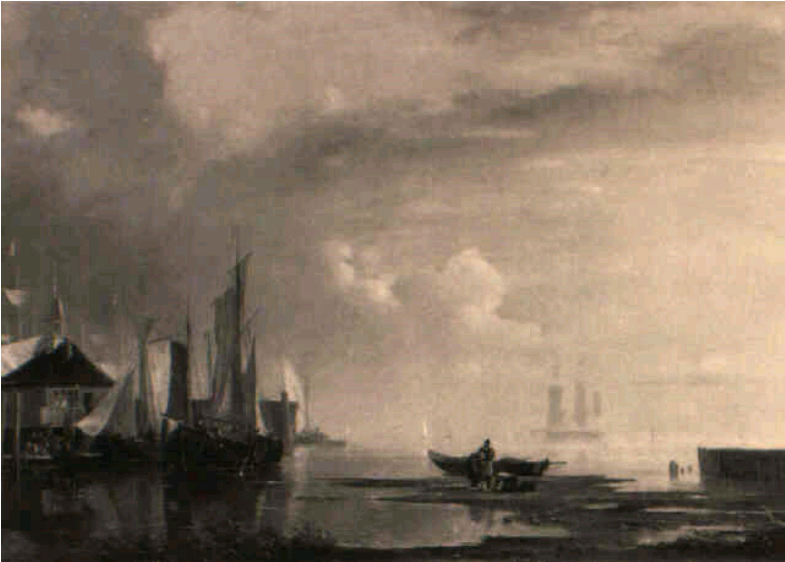
Hamburger Hafen, links das ehemalige Blockhaus, 1839
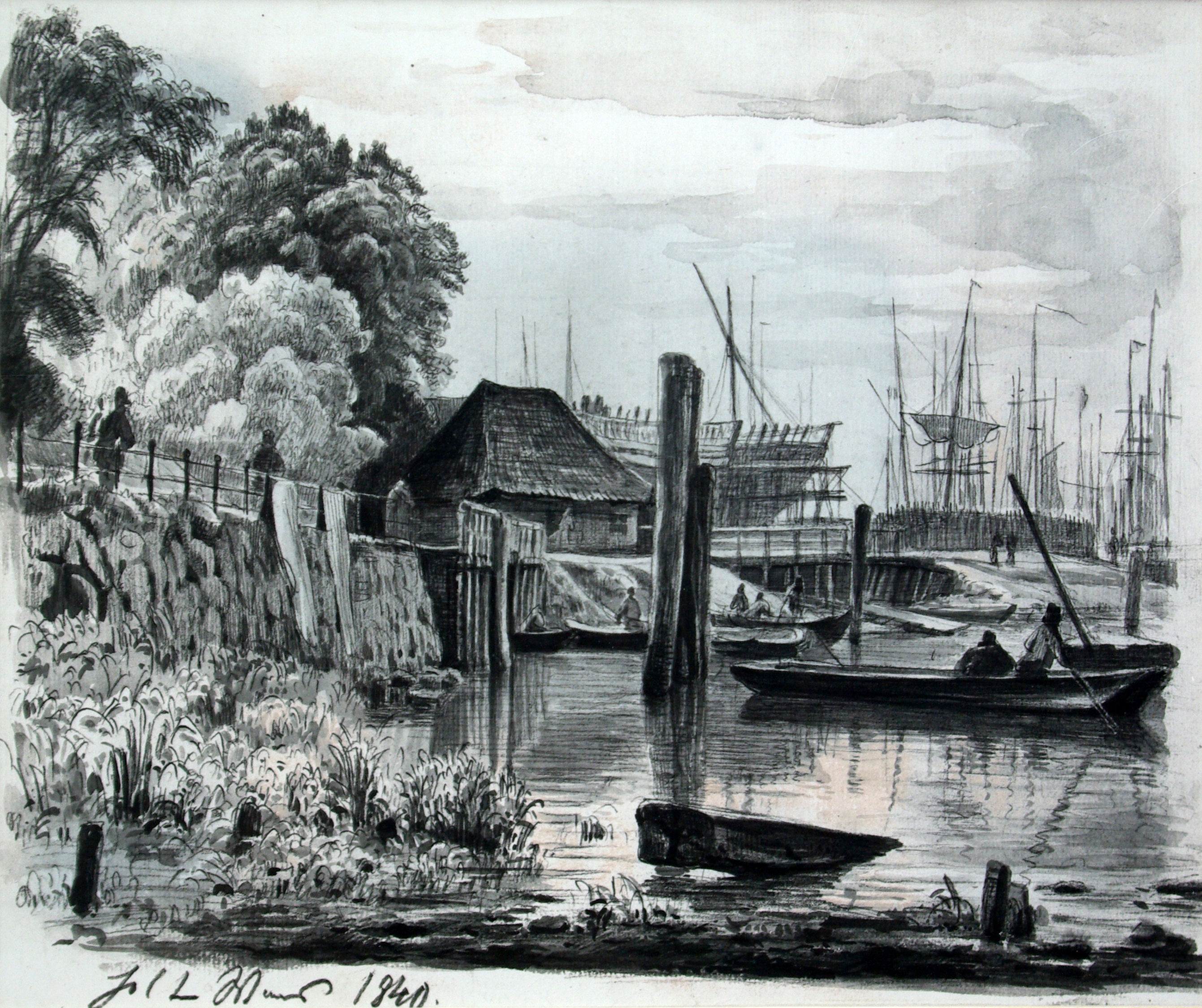
Die Schiffswerft Reiherstieg in Hamburg, 1840
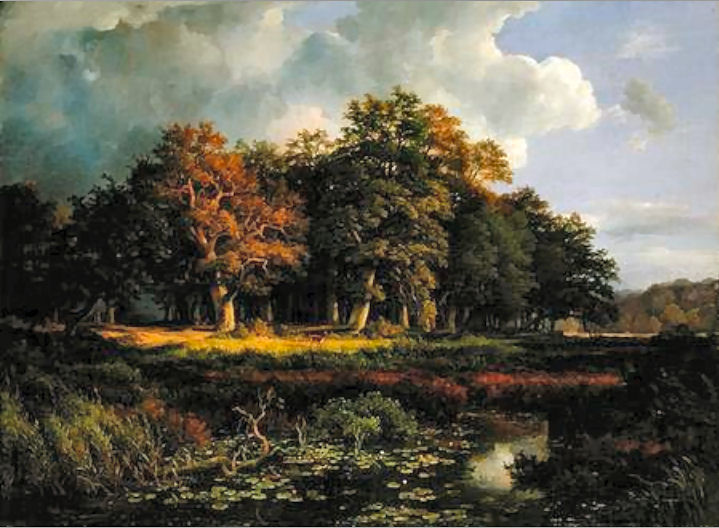
Der Stangenmühlengrund im Sachsenwald, 1852

## Ausstellungen (Auswahl)
- 2019: Hamburger Schule – Das 19. Jahrhundert neu entdeckt (12. April bis 14. Juli), Hamburger Kunsthalle